# Stevensia ebracteata
Stevensia ebracteata är en måreväxtart som beskrevs av Ignatz Urban och Erik Leonard Ekman. Stevensia ebracteata ingår i släktet Stevensia och familjen måreväxter. Inga underarter finns listade i Catalogue of Life.